# Oliwia Szperkowska
Oliwia Szperkowska (ur. 27 sierpnia 2001 w Wałczu) – bramkarka Paris Saint-Germain F.C.  obecnie wypożyczona do Birmingham City i reprezentacji Polski w piłce nożnej kobiet.
Szperkowska karierę piłkarską zaczęła w Orle Wałcz, z którym zdobyła wicemistrzostwo Polski młodziczek do lat 13. W 2017 przeniosła się do UKS SMS Łódź, początkowo grając w drugim zespole. Zadebiutowała w kobiecej Ekstralidze w kwietniu 2018 w barwach pierwszej drużyny klubu z Łodzi. W sezonie 2021/2022 zdobyła mistrzostwo Polski z drużyną UKS SMS Łódź. W 2023 grała w Czarnych Sosnowiec. 30 stycznia 2024 podpisała kontrakt z Paris Saint-Germain F.C. obowiązujący do 2026 roku. We wrześniu 2024 wypożyczona do Birmingham City.
Ukończyła kursy uprawniające do pracy jako dietetyk sportowy.